# Listă de baritoni români
Aceasta este o listă de baritoni români:
Alexandru Chiriac
- Alexandru Agache
- Jean Athanasiu

- Iordache Basalic [1]
- Nicolae Bretan

- George Emil Crăsnaru [2]

- Octav Enigărescu
- Gheorghe Eșanu

- Nicolae Herlea
- Ioan Holender

- Ștefan Ignat
- Dan Iordăchescu

- Vasile Martinoiu

- David Ohanesian

- Ionel Pantea
- Ionuț Pascu

- Dimitrie Suceveanu
- Petre Ștefănescu Goangă

- Șerban Tassian